# رؤساء وزراء سنغافورة
رئيس وزراء سنغافورة (بالملايوية: Perdana Menteri Republik Singapura)، (بالصينية: 新加坡共和国总理)، (بالتاميلية: சிங்கப்பூர் குடியரசின் பிரதமர்) هو رئيس الحكومة في جمهورية سنغافورة ويجب أن يكون عضو في البرلمان ويعين من قبل أغلبية النواب.

## التاريخ
أدى لي كوان يو اليمين كأول رئيس وزراء في 5 يونيو 1959. ظل لقب رئيس الوزراء دون تغيير بعد اندماج سنغافورة مع مالايا وسراوق وشمال بورنيو لتشكيل ماليزيا من عام 1963 إلى عام 1965، على الرغم من وجود منصب رئيس وزراء ماليزيا.
بعد الاستقلال في عام 1965، احتفظ بمنصب رئيس الوزراء، وأصبحت الرئاسة شرفية. في عام 1991 منحت تعديلات الدستور سلطات تنفيذية للرئيس. يمنح الدستور أيضًا «التوجيه العام والسيطرة على الحكومة» إلى مجلس الوزراء، حيث يلتزم الرئيس دائمًا تقريبًا بالتصرف بناءً على مشورة مجلس الوزراء أو أي وزير يعمل تحت سلطة مجلس الوزراء. وهكذا، في الممارسة العملية، ينفذ معظم العمل الفعلي من قبل رئيس الوزراء ومجلس الوزراء.

## الصلاحيات
رئيس الوزراء مسؤول عن الإشراف على الشؤون اليومية العامة للحكومة وتنفيذ سياسة الحكومة. بصفته زعيم حزب الأغلبية في البرلمان، فإن رئيس الوزراء مسؤول عن تمرير التشريعات من خلال البرلمان. كما يرشح رئيس الوزراء رئيس البرلمان ورئيس مجلس النواب، المسؤولين عن ترتيب الأعمال الحكومية وتنظيم البرامج التشريعية وعادة ما يكون ذلك بتوجيه من رئيس الوزراء ومجلس الوزراء.
يختار رئيس الوزراء أعضاء مجلس الوزراء الآخرين من خلال تقديم المشورة للرئيس؛ يجب على الرئيس أن يمارس صلاحياته وفقًا لنصيحة رئيس الوزراء. يجوز لرئيس الوزراء تغيير أي وزير حالي أو الاحتفاظ به أو إلغاء تعيينه بموجب صلاحياته. كما ينصح رئيس الوزراء الرئيس بشأن التعيينات لمنصب النائب العام والأمناء الدائمين للوزارات.
يمكن لرئيس الوزراء أن ينصح الرئيس بإعلان حالة الطوارئ. يمكن لرئيس الوزراء إعلان إجراء دفاعي أو أمني، ولديه سلطة تنفيذية على القوات المسلحة السنغافورية من خلال مجلس القوات المسلحة الذي يتكون من وزير الدفاع والأمناء الدائمين بوزارة الدفاع. يعينون جميعًا من قبل رئيس الجمهورية بناءً على مشورة رئيس الوزراء.

## قائمة رؤساء الوزراء
| No. | الصورة | الاسم (الميلاد-الوفاة)                     | الانتخابات                              | فترة الحكم     | فترة الحكم     | فترة الحكم         | الحزب | الحزب            |
| No. | الصورة | الاسم (الميلاد-الوفاة)                     | الانتخابات                              | استلم المنصب   | ترك المنصب     | المدة              | الحزب | الحزب            |
| --- | --- | ------------------------------------------ | --------------------------------------- | -------------- | -------------- | ------------------ | ----- | ---------------- |
| 1   | | لي كوان يو 李光耀 லீ குவான் இயூ (1923–2015)     | 1959 1963 1968 1972 1976 1980 1984 1988 | 5 يونيو 1959   | 28 نوفمبر 1990 | 31 سنوات و178 أيام |       | حزب العمل الشعبي |
| 1   | أول رئيس وزراء لسنغافورة والأطول خدمة. توسع اقتصاد سنغافورة في ولايته من مستعمرة التاج البريطاني إلى دولة عالمية أولى، وأصبحت الدولة الأكثر ازدهارًا في جنوب شرق آسيا. قدم مخطط الخدمة الوطنية بمساعدة وزير دفاعه غوه كنغ سوي. قدم سياسة الطفل توقف عند اثنين في الستينيات، خوفًا من الزيادة السكانية في سنغافورة. وفي الثمانينيات، قدم مخطط الأمهات الخريجات لمواجهة آثار السياسة السابقة التي لاقت رد فعل عنيفة جدًا. | لي كوان يو 李光耀 லீ குவான் இயூ (1923–2015)     |                                         |                |                |                    |       |                  |
| 2   | | غو تشوك تونغ 吴作栋 கோ சொக் தொங் (مواليد 1941)  | 1991 1997 2001                          | 28 نوفمبر 1990 | 12 أغسطس 2004  | 13 سنوات و258 أيام |       | حزب العمل الشعبي |
| 2   | ثاني رئيس وزراء لسنغافورة. قدم العديد من السياسات والمؤسسات السياسية الرئيسية، مثل أعضاء البرلمان من غير الدوائر الانتخابية واللجان البرلمانية الحكومية ودوائر التمثيل الجماعي، وأعضاء البرلمان المعينين والانتخاب المباشر للرئيس وسنغافورة 21. شهدت فترة حكمه العديد من الأزمات، مثل الأزمة المالية الآسيوية عام 1997 وتهديدات الإرهاب بما في ذلك مؤامرة هجوم سفارات سنغافورة عام 2001 من قبل الجماعة الإسلامية والركود الاقتصادي 2001-2003 وتفشي مرض السارس عام 2003. كما قدم مكافأة الطفل في محاولة لزيادة معدلات المواليد. قبل تعيينه في منصب رئيس الوزراء شغل منصب وزير الدولة الأول للمالية ووزير التجارة والصناعة ووزير الصحة ووزير الدفاع والنائب الأول لرئيس الوزراء. | غو تشوك تونغ 吴作栋 கோ சொக் தொங் (مواليد 1941)  |                                         |                |                |                    |       |                  |
| 3   | | لي هسين لونغ 李显龙 லீ சியன் லூங் (مواليد 1952) | 2006 2011 2015 2020                     | 12 أغسطس 2004  | 15 مايو 2024   | 19 سنوات و277 أيام |       | حزب العمل الشعبي |
| 3   | ثالث رئيس وزراء لسنغافورة ونجل لي كوان يو. غير أسبوع العمل إلى خمسة أيام لموظفي الخدمة المدنية، على أمل زيادة معدل المواليد. كان أحد إنجازاته الرئيسية هو اقتراح بناء منتجعين متكاملين في سنغافورة. في عهده استضافت سنغافورة دورة الألعاب الأولمبية الصيفية للشباب في عام 2010. وحدثت أسوأ أزمة ضباب في تاريخ سنغافورة. كما تعامل مع وباء حمى الضنك عام 2013 وجائحة فيروس كورونا منذ عام 2020. قبل توليه رئاسة الوزراء، شغل منصب نائب رئيس الوزراء (1991-2004) ووزير المالية ووزير التجارة والصناعة. | لي هسين لونغ 李显龙 லீ சியன் லூங் (مواليد 1952) |                                         |                |                |                    |       |                  |
| 4   | | لورانس وونغ 黃循財 லாரன்ஸ் வோங் (مواليد 1952)   | —                                       | 15 مايو 2024   | في المنصب      | 1 سنة و56 أيام     |       | حزب العمل الشعبي |
| 4   | هو رئيس تنفيذي وسياسي نشط في حزب العمل الشعبي في سنغافورة. اُنتخب عضو في مجلس الشعب السنغافوري ممثلاً عن دائرة West Coast Group Representation Constituency، وانضم إلى الكتلة البرلمانية لحزب العمل الشعبي. كما اُنتخب عضواً في مجلس الشعب السنغافوري عن دائرة Marsiling–Yew Tee Group Representation Constituency، وانضم أيضاً إلى الكتلة البرلمانية للحزب ذاتها في فترته النيابية. | لورانس وونغ 黃循財 லாரன்ஸ் வோங் (مواليد 1952)   |                                         |                |                |                    |       |                  |

## وصلات خارجية
- موقع مكتب رئيس الوزراء (بالإنجليزية)